# Zbožnov
Zbožnov je vesnice, část města Skuteč v okrese Chrudim. Nachází se asi dva kilometry severovýchodně od Skutče. Zbožnov je také název katastrálního území o rozloze 1,83 km².

## Historie
Zbožnov se svým uspořádáním centra obce ve tvaru klasické okrouhlice posiloval v dřívějších dobách přesvědčení, že se jedná o velmi staré slovanské osídlení snad již z 10. století. Rovněž název evokuje představu pravdivosti pověsti o slovanském poustevníkovi a pohanských náboženských obřadech na místě zvaném Božiště či Zbohov. Stáří osady však zatím nepotvrzuje žádný archeologický výzkum, či jiný důkaz. První písemná zmínka pochází až z roku 1392, kdy je „Zbeznow“ součástí rozsáhlého rychmburského panství.
Založení obce je reálně datováno do období pozdní kolonizace, kdy vznikla i řada okolních vesnic. Původ toponyma lze vysvětlit věrohodnější teorií, názvu odvozeného od osobního jména Sbožný, či od staročeského slova sbožie, tedy majetku. Úrodné půdy v okolí vsi poskytovaly hospodářům bohaté výnosy.
Roku 1454 je zde připomínána rychta, která zaniká po roce 1584. Tehdy osadu tvořilo šest selských gruntů.
V roce 1795 došlo ke zřízení školy. Po reformách státní správy v roce 1850 byl Zbožnov připojen k sousednímu Štěpánovu. K osamostatnění samosprávy došlo až v roce 1937.
28. září 1897 založili občané Sbor dobrovolných hasičů.

## Pamětihodnosti
- Na rozlehlé návsi s rybníkem stojí kaple Nejsvětější Trojice s výraznou věží vystavěná v roce 1866 na místě staršího dřevěného kříže.
- Na hřbetu terénního zlomu severně od města Skutče vede cesta směrem ke staletým Třem lipám obklopujícím kříž z 18. století.
- Západně od vesnice leží část přírodní rezervace Anenské údolí.

## Galerie

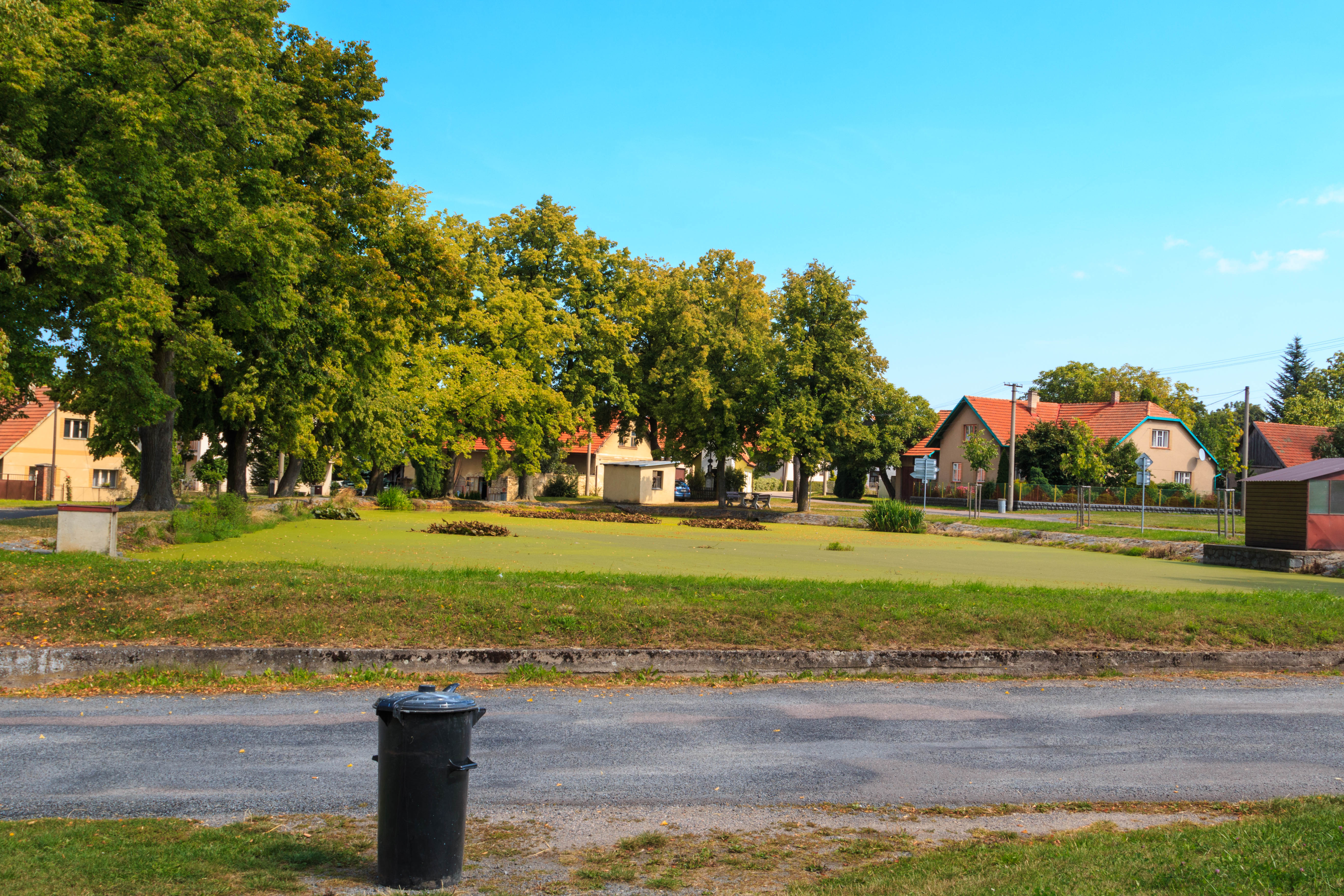
Návesní rybník
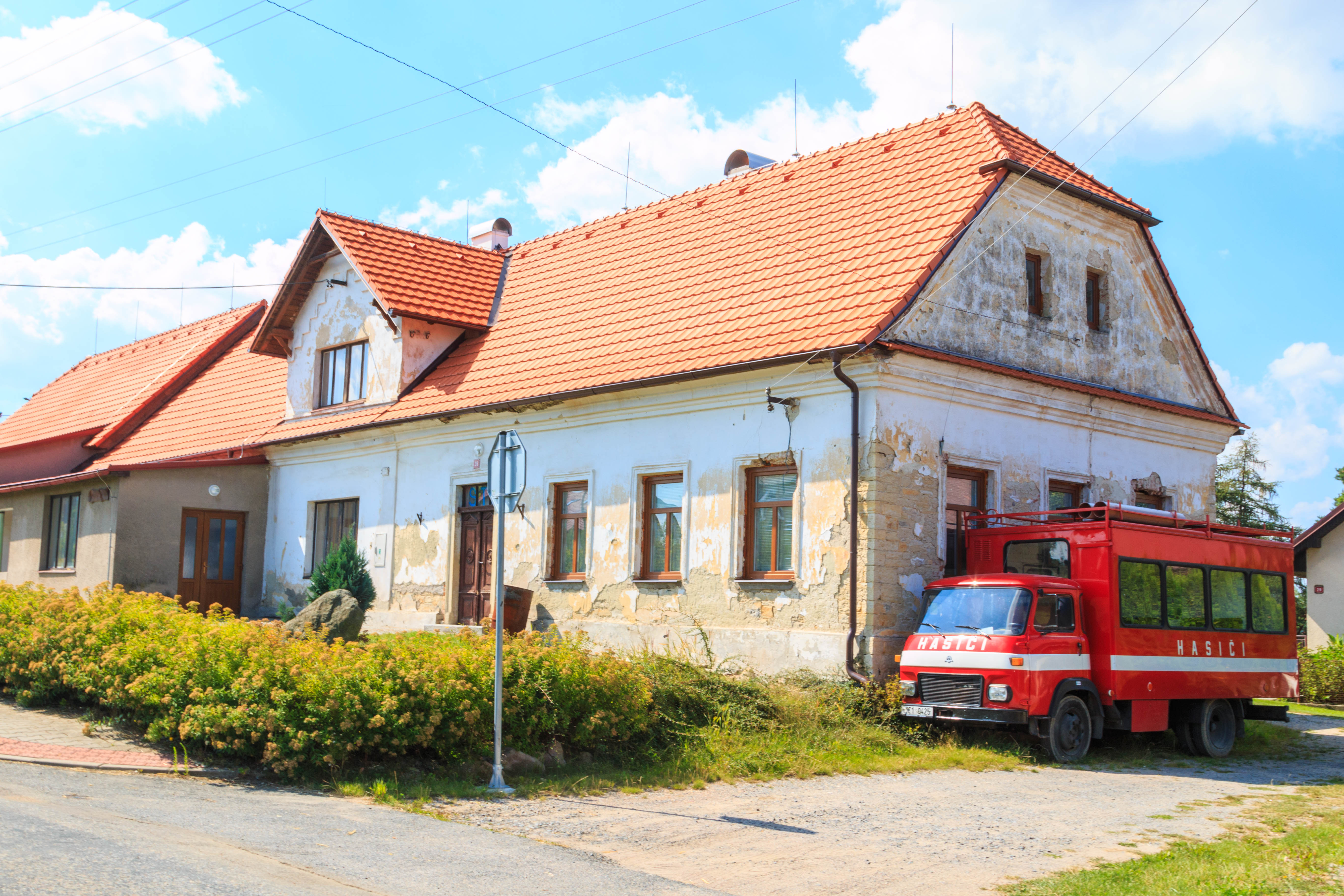
Dům čp. 26
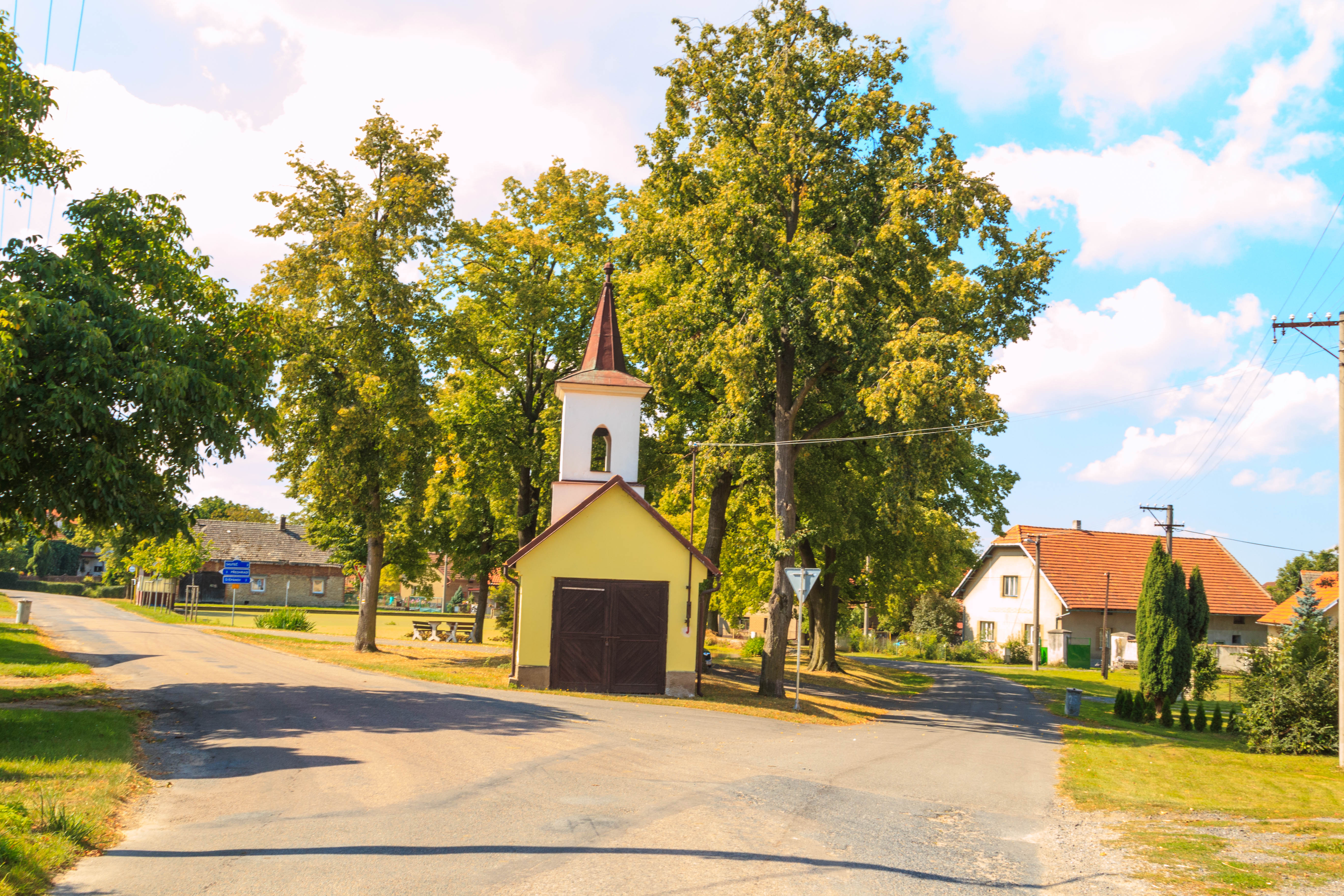
Náves s kaplí
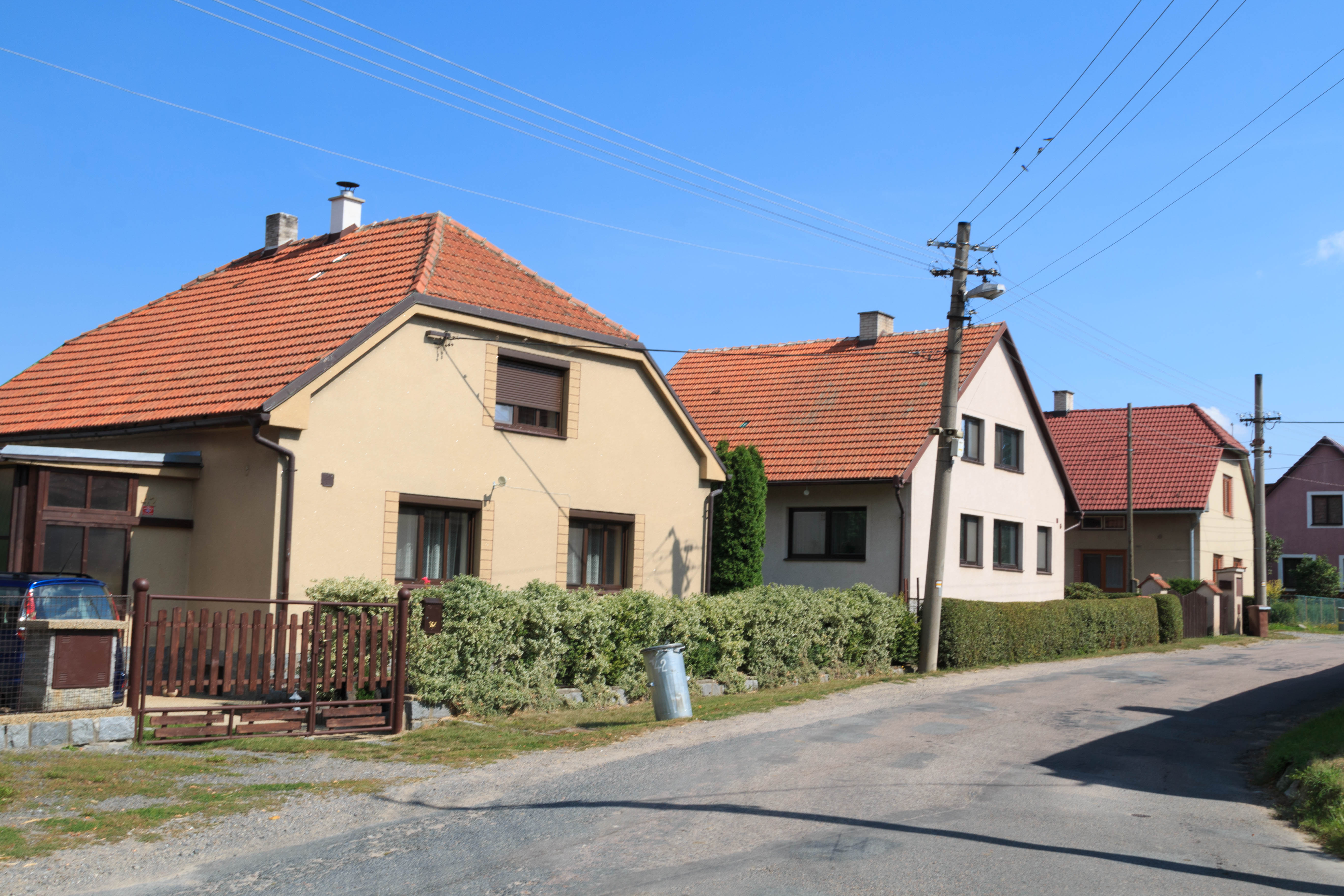
Dům čp. 42